# Roca Norte
Der Roca Norte (spanisch für Nordfelsen) ist ein Klippenfelsen im Archipel der Südlichen Shetlandinseln. Er liegt 80 km nördlich des Kap Smith von Smith Island
Chilenische Wissenschaftler benannten ihn.